# The New Riders of the Purple Sage
The New Riders of the Purple Sage was een Amerikaanse countryrockband. De band kwam voort uit het psychedelische rockcircuit van San Francisco, Californië in 1969 en de oorspronkelijke bezetting omvatte verschillende leden van de Grateful Dead. De band wordt soms de New Riders of NRPS genoemd.

## Bezetting
Oprichters
- John Dawson (zang, gitaar, 1969–1997)
- David Nelson (zang, gitaar, mandoline, tot 1981)
- Jerry García (steelgitaar, tot 1971)
- Phil Lesh (basgitaar, tot 1970)
- Mickey Hart (drums, tot 1970)

Huidige bezetting
- David Nelson (zang, gitaar, 1969–1981, vanaf 2005)
- Buddy Cage (steelgitaar, 1971–1977, 1980–1982, vanaf 2005)
- Michael Falzarano (zang, gitaar, vanaf 2005)
- Ronnie Penque (basgitaar, vanaf 2005)
- Johnny Markowski (drums, vanaf 2005)

Voormalige leden
- Dave Torbert (zang, gitaar, basgitaar, 1970–1975)
- Skip Battin (zang, basgitaar, 1975–1977)
- Stephen A. Love (basgitaar, 1977–1978)
- Spencer Dryden (drums, percussie, 1970–1978)
- Gary Vogensen (zang, gitaar, 1985–1997)
- Allen Kemp (zang, gitaar, 1978–1984)
- Patrick Shanahan (zang, drums, 1978–1981)

(vervolg)
- Bobby Black (steelgitaar, 1978–1980)
- Bill Wolf (basgitaar, 1981–1987)
- Val Fuentes (drums, percussie, 1982–1988)
- Michale White (basgitaar, 1987–1989)
- Greg Lagardo (drums, 1988–1989)
- Fred Campbell (basgitaar, 1990–1991)
- Rusty Gauthier (zang, gitaar, mandoline, steelgitaar, viool, banjo, 1982–1997)

## Geschiedenis

### De jaren 1970
De band ontstond in Marin County. Jerry Garcia, Mickey Hart en Phil Lesh kwamen van The Grateful Dead en spoedig daarna kwamen John Dawson en David Nelson. De NRPS speelden aanvankelijk als voorband van The Grateful Dead en kregen in 1970 een platencontract. Hart en Lesh verlieten de band en werden vervangen door Dave Torbet en Spencer Dryden (ex-Jefferson Airplane). In 1971 kwam het debuutalbum The New Riders of the Purple Sage op de markt, waarop een mengeling van West Coast Jazz en countrymuziek te horen was. Na het verschijnen van het album verliet Garcia ook de band en werd vervangen door Buddy Cage.
Er volgden de albums Powerglide (1972), Gypsy Cowboy (1973) en de single I Don't Need No Doctor. De 73e productie The Adventures of Panama Red, waarop Buffy Sainte-Marie en The Memphis Horns meewerkten als gasten, haalde zelfs de goudstatus.
Na het livealbum Home, Home on the Road (1974) wisselde Torbert naar Kingfish. Zijn vervanger werd Skip Battin (ex-The Byrds), die voor de eerste keer te horen was op het country-album Brujo (1975). Op Oh What a Mighty Time (1975), waarbij ook Sly Stone meewerkte, verenigden de NRPS country, gospelmuziek en rockmuziek. De 76" lp New Riders bestond voor het grootste deel uit coverversies.
Nog voor Who Are Those Guys (1977) stapte Battin uit de band en werd vervangen door Stephen Love. Het door Bob Johnston geproduceerde album kreeg op voorhand slechte kritieken, hetgeen een vervolg kende bij de navolgende albums Marin County Line (1978) en Feelin' Alright (1980). Bij laatstgenoemd album waren Love en Dryden niet meer bij de band. Allen Kemp en Patrick Shanahan waren hun vervangers.
Na de miskleun van Feelin' Alright stapten ook David Nelson en de kortstondig teruggekeerde Buddy Cage uit de band. John Dawson, die als laatste originele lid achterbleef, vond in de multi-instrumentalist Rusty Gauthier een betrouwbare partner, die tot het laatst bij de band bleef. De nieuwe bezetting Dawson, Gauthier, Kemp, Val Fuentes en Bill Wolf kenmerkten nu een meer rockige sound. Een live-opname uit die periode, die de band bij de succesloze zoektocht naar een nieuw platenlabel diende, werd later op cd uitgebracht.

### De jaren 1980
Nieuwe plaatopnamen bleven vooralsnog uit, maar desondanks verdedigde de NRPS tijdens de jaren 1980 in kleinere clubs hun reputatie als live-attractie. Na verdere personele mutaties vormden vanaf 1985 Dawson, Gauthier en Gary Vogensen de kern van de band. De bezetting van het ritmisch gedeelte met basgitaar en drums bleef verder onzeker. In 1989 verscheen eindelijk het nieuwe studio-album Keep On Keepin' On. De niet spectaculaire countryrock kon echter opnieuw niet overtuigen.

### De jaren 1990
Pas in 1992 kwamen de New Riders nog eens in hun beste vorm. Op de cd Midnight Moonlight presenteerde de band naast nieuw materiaal hun eigen oude nummers als Louisiana Lady en Glendale Train als akoestische folk/country, deels met cajun-dynamiek. Het album, waarop David Nelson een gastoptreden heeft, leeft vooral van Rusty Gauthiers instrumentale veelzijdigheid. Twee jaar later brachten de inmiddels tot trio gekrompen band een live-album uit met hitsingles van een Japanse tournee uit augustus 1993. In mei 1997 ten slotte beëindigde Dawson het hoofdstuk New Riders en verhuisde naar Mexico, waar hij zich als leraar Engels te ruste zette.

### De jaren 2000
Ook na de ontbinding van de NRPS keerde Dawson zo nu en dan terug op het podium voor reünie-concerten en ook Rusty Gauthier zag men tussendoor onder de bandnaam optreden. In 2001 lukte het bandarchivaris Rob Bleetstein om Dawson, Nelson en Cage, samen met Bill Laymonn en Brent Ramponi, voor een gezamenlijk reünie-optreden te strikken. In september 2002 kregen de New Riders bij de Doobie Awards in New York de prijs voor hun levenswerk.
Sinds 2003 brachten de New Riders in de Live Archive CD Series in royale afleveringen oude concertopnamen op cd uit.
Kort voordat de band weer actief werd, overleed de voormalige drummer Spencer Dryden op 10 januari 2005 in Penngrove. Vanaf oktober 2005 keerden de weer verenigde New Riders of the Purple Sage terug op het podium met David Nelson, Buddy Cage, Michael Falzarano (van Hot Tuna), Johnny Markowski en Ronnie Penque. John Markowski nam wegens gezondheidsredenen niet deel, maar gaf toch zijn jawoord. Zijn zangpartijen nam Michael Falzarano voor zijn rekening. Met Where I Come From ontstond in 2009 zelfs een nieuw studio-album, waarna met 17 Pine Avenue in 2012 een opvolger kwam. Op 21 juli 2009 overleed mede-oprichter John 'Marmaduke' Dawson.

## Discografie
- 1971: New Riders of the Purple Sage (Columbia Records)
- 1972: Powerglide (Columbia Records)
- 1972: Gypsy Cowboy (Columbia Records)
- 1973: The Adventures of Panama Red (Columbia Records)
- 1974: Home, Home on the Road (Columbia Records)
- 1974: Brujo (Columbia Records)
- 1975: Oh, What a Mighty Time (Columbia Records)
- 1976: New Riders (MCA Records)
- 1977: Who Are Those Guys? (MCA Records)
- 1977: Marin County Line (MCA Records)
- 1981: Feelin' Alright (A&M Records)
- 1986: Vintage NRPS (Relix), bevat eerder niet-gepubliceerde liveopnamen uit 1971
- 1986: Before Time Began (Relix), bevat eerder niet-gepubliceerde demo's en outtakes uit 1968 en 1969
- 1989: Keep On Keepin' On (MU)
- 1992: Midnight Moonlight (Relix)
- 1993: Live on Stage (Relix), bevat eerder niet-gepubliceerde liveopnamen uit 1975
- 1994: Live in Japan (Relix), livealbum, opgenomen in 1993
- 1995: Live (Avenue/Rhino), bevat eerder niet-gepubliceerde liveopnamen uit 1982
- 2003: Worcester, MA 4/4/73 (Kufala), bevat eerder niet-gepubliceerde concertopname uit 1973
- 2003: Boston Music Hall: December 5, 1972 (Kufala), bevat eerder niet-gepubliceerde concertopname uit 1972
- 2004: Veneta, Oregon: August 27, 1972 (Kufala), bevat eerder niet-gepubliceerde concertopname uit 1972
- 2005: Friday June 13, 1975: Armadillo World Headquarters (Kufala), bevat eerder niet-gepubliceerde concertopname uit 1975
- 2007: S.U.N.Y., Stonybrook, NY, 3/17/73 (Kufala), complete concertopname van 17 maart 1973 in de State University of New York, Stony Brook
- 2007: Wanted: Live at Turkey Trot (Fa-Ka-Wee), livealbum, opgenomen in 2006, ook als DVD uitgebracht
- 2007: Live New Years Eve 2006 (ArSeaEm)
- 2009: Where I Come From (Woodstock)
- 2009: Winterland, San Francisco, CA, 12/31/77 (Kufala; livealbum)
- 2012: 17 Pine Avenue (Woodstock)
- 2013: Glendale Train (Smokin'), live-opnamen van het concert van 30 oktober 1971 in het Taft Auditorium in Cincinnati, Ohio (bij het label "Let Them Eat" ook als lp verschenen)
- 2012: Live At Highland Brewing Company On 2012-10-25 (complete concertopname)